# Jardin du Cloître
Le jardin du Cloître est un espace vert du 14e arrondissement de Paris, dans le quartier de Plaisance.

## Situation et accès
Il se situe entre la place de Séoul et l’église Notre-Dame-du-Travail.
Le site est accessible par le 30, rue Guilleminot. Il est ouvert 24 heures sur 24.
Il est desservi par la ligne 13 à la station Pernety.

## Historique
Le jardin est créé en 1987.
Planté de massifs d'arbustes et d'un noyer, il possède le label ÉcoJardin.
Il est accessible aux personnes à mobilité réduite sur certaines zones.